# 大衛·薩克
大衛·薩克（David Zucker，1947年10月16日—）是一位美國電影導演。 

## 生平

### 個人生活
大衛·薩克出生於美國威斯康辛州密爾瓦基縣，父母夏綠蒂（Charlotte）和柏頓·薩克（Burton Zucker）家中是經營不動產業，畢業於舒沃德中學（Shorewood High School）。老婆是丹妮兒·薩克（Danielle Zucker），擁有兩個小孩查爾斯（Charles）和莎拉（Sarah），大衛的弟弟傑瑞·薩克（Jerry Zucker）是一名電影導演，也是他的電影製作伙伴。

### 事業生涯
大衛·薩克從事電影領域多年，早期從1977年的《肯德基炸電影》開始，到至今近年來的《驚聲尖笑》系列，多為執導諷刺惡搞類型喜劇電影作品。大衛·薩克與他弟弟傑瑞·薩克，和吉姆·亞伯拉罕（Jim Abrahams）三人組成電影製作團隊，簡稱為「薩克兄弟－ZAZ」，ZAZ團隊共同執導過多部電影，包括1980年的《空前絕後滿天飛》和1984年的《笑破鐵幕》。

## 電影作品
| 年份   | 片名             | 原名               |
| 1980年 | 空前絕後滿天飛   | Airplane!          |
| 1984年 | 笑破鐵幕         | Top Secret!        |
| 1986年 | 家有惡夫         | Ruthless People    |
| 1988年 | 笑彈龍虎榜       | The Naked Gun      |
| 1991年 | 站在子彈上的男人 | The Naked Gun 2½   |
| 1993年 |                  | For Goodness Sake  |
| 1998年 | 球球向前衝       | BASEketball        |
| 2003年 | 頭家千金         | My Boss's Daughter |
| 2003年 | 驚聲尖笑3        | Scary Movie 3      |
| 2006年 | 驚聲尖笑4        | Scary Movie 4      |
| 2008年 | 驚聲尖笑5        | Scary Movie 5      |

## 外部連結
- 大衛·薩克在互联网电影资料库（IMDb）上的資料（英文）
- GreenCine interview
- Jewish Journal interview （页面存档备份，存于）
- 大衛·薩克資訊庫[永久]